# Kanton Anglure
Der Kanton Anglure war von 1790 bis 2015 ein französischer Kanton im Arrondissement Épernay, im Département Marne und in der Region Champagne-Ardenne; sein Hauptort war Anglure.
Der Kanton Anglure war 190,01 km² groß und hatte (2006) 6570 Einwohner, was eine Bevölkerungsdichte von 33 Einwohnern pro km² entsprach.

## Gemeinden
Der Kanton bestand aus 18 Gemeinden:
| Gemeinde                   | Einwohner Jahr | Fläche km² | Bevölkerungsdichte | Code INSEE | Postleitzahl |
| -------------------------- | -------------- | ---------- | ------------------ | ---------- | ------------ |
| Allemanche-Launay-et-Soyer | 102 (2013)     | –          | – Einw./km²        | 51004      | 51260        |
| Anglure                    | 838 (2013)     | –          | – Einw./km²        | 51009      | 51260        |
| Bagneux                    | 486 (2013)     | –          | – Einw./km²        | 51032      | 51260        |
| Baudement                  | 117 (2013)     | –          | – Einw./km²        | 51041      | 51260        |
| La Celle-sous-Chantemerle  | 166 (2013)     | –          | – Einw./km²        | 51103      | 51260        |
| La Chapelle-Lasson         | 85 (2013)      | –          | – Einw./km²        | 51127      | 51260        |
| Clesles                    | 614 (2013)     | –          | – Einw./km²        | 51155      | 51260        |
| Conflans-sur-Seine         | 670 (2013)     | –          | – Einw./km²        | 51162      | 51260        |
| Esclavolles-Lurey          | 596 (2013)     | –          | – Einw./km²        | 51234      | 51260        |
| Granges-sur-Aube           | 191 (2013)     | –          | – Einw./km²        | 51279      | 51260        |
| Marcilly-sur-Seine         | 635 (2013)     | –          | – Einw./km²        | 51343      | 51260        |
| Marsangis                  | 56 (2013)      | –          | – Einw./km²        | 51353      | 51260        |
| Saint-Just-Sauvage         | 1.511 (2013)   | –          | – Einw./km²        | 51492      | 51260        |
| Saint-Quentin-le-Verger    | 117 (2013)     | –          | – Einw./km²        | 51511      | 51120        |
| Saint-Saturnin             | 59 (2013)      | –          | – Einw./km²        | 51516      | 51260        |
| Saron-sur-Aube             | 291 (2013)     | –          | – Einw./km²        | 51524      | 51260        |
| Villiers-aux-Corneilles    | 100 (2013)     | –          | – Einw./km²        | 51642      | 51260        |
| Vouarces                   | 74 (2013)      | –          | – Einw./km²        | 51652      | 51260        |